# League Cup 2005/06
Der League Cup 2005/06 war die 46. Austragung des Turniers The Carling Cup, oder League Cup. Das Turnier begann mit 92 Vereinen.
Der Wettbewerb startete am 22. August 2005 mit der Ersten Runde und endete mit dem Finale im Millennium Stadium in Cardiff am 26. Februar 2006. Der Sieger des Wettbewerbes wurde Manchester United.

## Erste Runde
Die Auslosung für die erste Runde fand am 28. Juni 2005 statt. Alle 72 Teams der Football League traten in der ersten Runde an. Die Spiele wurden am 22., 23. und 24. August 2005 ausgetragen.
|                         | Ergebnis              |                        |
| ----------------------- | --------------------- | ---------------------- |
| FC Chesterfield         | 2:4                   | Huddersfield Town      |
| Colchester United       | 0:2                   | Cardiff City           |
| Derby County            | 0:1                   | Grimsby Town           |
| Rushden & Diamonds      | 0:3                   | Coventry City          |
| Torquay United          | 0:0 n. V. (3:4 i. E.) | AFC Bournemouth        |
| FC Blackpool            | 2:1                   | Hull City              |
| Bristol City            | 2:4                   | FC Barnet              |
| FC Burnley              | 2:1                   | Carlisle United        |
| FC Bury                 | 0:3                   | Leicester City         |
| Crystal Palace          | 3:0                   | FC Walsall             |
| Cheltenham Town         | 5:0                   | FC Brentford           |
| FC Gillingham           | 1:0                   | Oxford United          |
| Hartlepool United       | 3:1                   | FC Darlington          |
| Ipswich Town            | 0:2                   | Yeovil Town            |
| Leeds United            | 2:0                   | Oldham Athletic        |
| Leyton Orient           | 1:3                   | Luton Town             |
| Lincoln City F.C.       | 5:1                   | Crewe Alexandra        |
| Milton Keynes Dons      | 0:1                   | Norwich City           |
| Mansfield Town          | 1:1 n. V. (3:0 i. E.) | Stoke City             |
| FC Millwall             | 2:0                   | Bristol Rovers         |
| Northampton Town        | 3:0                   | Queens Park Rangers    |
| Nottingham Forest       | 2:3                   | Macclesfield Town      |
| Plymouth Argyle         | 2:1                   | Peterborough United    |
| Preston North End       | 2:2 n. V. (4:5 i. E.) | FC Barnsley            |
| FC Reading              | 3:1                   | Swansea City           |
| AFC Rochdale            | 0:5                   | Bradford City          |
| Rotherham United        | 3:1                   | Port Vale              |
| Scunthorpe United       | 2:1                   | Tranmere Rovers        |
| Sheffield United        | 1:0                   | Boston United          |
| Shrewsbury Town         | 3:2                   | Brighton & Hove Albion |
| Stockport County        | 2:4                   | Sheffield Wednesday    |
| Swindon Town            | 1:3                   | Wycombe Wanderers      |
| FC Watford              | 3:1                   | Notts County           |
| Wolverhampton Wanderers | 5:1                   | Chester City           |
| FC Wrexham              | 0:1                   | Doncaster Rovers       |
| Southend United         | 0:3                   | FC Southampton         |

## Zweite Runde
In der zweiten Runde stiegen 12 Premier-League-Vereine in den Wettbewerb ein. Die Paarungen wurden am 27. August 2005 ausgelost, die Spiele am 20. und 21. September 2005 ausgetragen.
|                      | Ergebnis              |                         |
| -------------------- | --------------------- | ----------------------- |
| Blackburn Rovers     | 3:1                   | Huddersfield Town       |
| Doncaster Rovers     | 1:1 n. V. (3:0 i. E.) | Manchester City         |
| FC Fulham            | 5:4                   | Lincoln City F.C.       |
| FC Barnet            | 2:1                   | Plymouth Argyle         |
| FC Burnley           | 3:0                   | FC Barnsley             |
| Crystal Palace       | 1:0                   | Coventry City           |
| Cardiff City         | 2:1                   | Macclesfield Town       |
| Charlton Athletic    | 3:1                   | Hartlepool United       |
| FC Gillingham        | 3:2                   | FC Portsmouth           |
| Grimsby Town         | 1:0                   | Tottenham Hotspur       |
| Leicester City       | 2:1                   | FC Blackpool            |
| Mansfield Town       | 1:0                   | FC Southampton          |
| Norwich City         | 2:0                   | Northampton Town        |
| FC Reading           | 1:0                   | Luton Town              |
| Rotherham United     | 0:2                   | Leeds United            |
| Scunthorpe United    | 0:2                   | Birmingham City         |
| Sheffield Wednesday  | 2:4                   | West Ham United         |
| Shrewsbury Town      | 0:0 n. V. (0:3 i. E.) | Sheffield United        |
| AFC Sunderland       | 1:0                   | Cheltenham Town         |
| FC Watford           | 2:1                   | Wolverhampton Wanderers |
| West Bromwich Albion | 4:1                   | Bradford City           |
| Wigan Athletic       | 1:0                   | AFC Bournemouth         |
| Wycombe Wanderers    | 3:8                   | Aston Villa             |
| Yeovil Town          | 1:2                   | FC Millwall             |

## Dritte Runde
Ab der dritten Runde traten auch jene Vereine an, die sich für die laufende Saison für die europäischen Wettbewerbe qualifiziert hatten. Die Paarungen wurden am 24. September 2005 ausgelost, die Spiele am 25. und 26. Oktober ausgetragen.
|                   | Ergebnis              |                      |
| ----------------- | --------------------- | -------------------- |
| Birmingham City   | 2:1                   | Norwich City         |
| Bolton Wanderers  | 1:0                   | West Ham United      |
| Cardiff City      | 0:1                   | Leicester City       |
| FC Chelsea        | 1:1 n. V. (4:5 i. E.) | Charlton Athletic    |
| FC Everton        | 0:1                   | FC Middlesbrough     |
| Grimsby Town      | 0:1                   | Newcastle United     |
| Manchester United | 4:1                   | FC Barnet            |
| Aston Villa       | 1:0                   | FC Burnley           |
| Blackburn Rovers  | 3:0                   | Leeds United         |
| Crystal Palace    | 2:1                   | FC Liverpool         |
| Doncaster Rovers  | 2:0                   | FC Gillingham        |
| FC Fulham         | 2:3                   | West Bromwich Albion |
| Mansfield Town    | 2:3                   | FC Millwall          |
| FC Reading        | 2:0                   | Sheffield United     |
| AFC Sunderland    | 0:3                   | FC Arsenal           |
| Wigan Athletic    | 3:0                   | FC Watford           |

## Achtelfinale
|                   | Ergebnis              | !Zuschauer                      |
| ----------------- | --------------------- | ------------------------------- |
| Bolton Wanderers  | 2:1 n. V.             | Leicester City \|\|13.076       |
| Charlton Athletic | 2:3                   | Blackburn Rovers \|\|14.093     |
| Manchester United | 3:1                   | West Bromwich Albion \|\|48.924 |
| FC Middlesbrough  | 2:1                   | Crystal Palace \|\|10.791       |
| Wigan Athletic    | 1:0                   | Newcastle United \|\|11.574     |
| FC Arsenal        | 3:0                   | FC Reading \|\|36.167           |
| Doncaster Rovers  | 3:0                   | Aston Villa \|\|10.590          |
| FC Millwall       | 2:2 n. V. (3:4 i. E.) | Birmingham City \|\|7.732       |

## Viertelfinale
|                  | Ergebnis              | !Zuschauer                   |
| ---------------- | --------------------- | ---------------------------- |
| Doncaster Rovers | 2:2 n. V. (1:3 i. E.) | FC Arsenal \|\|10.006        |
| FC Middlesbrough | 0:1                   | Blackburn Rovers \|\|14.710  |
| Birmingham City  | 1:3                   | Manchester United \|\|20.454 |
| Wigan Athletic   | 2:0                   | Bolton Wanderers \|\|13.401  |

## Halbfinale
Die Halbfinal-Begegnungen fanden im Januar statt. Das Halbfinale war die erste und einzige Runde, die mit Hin- und Rückspiel ausgetragen wurde.
|                  | Gesamt  |                   | Hinspiel | Rückspiel |
| ---------------- | ------- | ----------------- | -------- | --------- |
| Wigan Athletic   | (a) 2:2 | FC Arsenal        | 1:0      | 1:2 n. V. |
| Blackburn Rovers | 2:3     | Manchester United | 1:1      | 1:2       |

## Finale
| Manchester United                                             | Manchester United | Wigan Athletic | Wigan Athletic | Aufstellung                                        |
| ------------------------------------------------------------- | --- | --- | -------------- | -------------------------------------------------- |
| Manchester United                                             | \| 26. Februar 2006 um 16:00 Uhr in Cardiff (Millennium Stadium) \| \| Ergebnis: 4:0 (1:0) \| \| Zuschauer: 66.866 \| \| Schiedsrichter: Alan Wiley \| | \| 26. Februar 2006 um 16:00 Uhr in Cardiff (Millennium Stadium) \| \| Ergebnis: 4:0 (1:0) \| \| Zuschauer: 66.866 \| \| Schiedsrichter: Alan Wiley \| | Wigan Athletic | Aufstellung Manchester United gegen Wigan Athletic |
| Manchester United                                             | Edwin van der Sar – Gary Neville , Wes Brown (83. Nemanja Vidić), Rio Ferdinand, Mikaël Silvestre (83. Patrice Evra) – Cristiano Ronaldo (73. Kieran Richardson), John O’Shea, Ryan Giggs, Park Ji-sung – Wayne Rooney, Louis Saha Cheftrainer: Alex Ferguson | Mike Pollitt (14. John Filan) – Pascal Chimbonda, Arjan de Zeeuw , Stéphane Henchoz (62. Lee McCulloch), Leighton Baines – Jimmy Bullard, Graham Kavanagh (72. Reto Ziegler), Paul Scharner, Gary Teale – Henri Camara, Jason Roberts Cheftrainer: Paul Jewell | Wigan Athletic | Aufstellung Manchester United gegen Wigan Athletic |
| Manchester United                                             | 1:0 Wayne Rooney (33.) 2:0 Louis Saha (55.) 3:0 Cristiano Ronaldo (59.) 4:0 Wayne Rooney (61.) | | Wigan Athletic | Aufstellung Manchester United gegen Wigan Athletic |
| Manchester United                                             | Cristiano Ronaldo (60.) | Arjan de Zeeuw (45.) | Wigan Athletic | Aufstellung Manchester United gegen Wigan Athletic |
| Manchester United                                             | Spieler des Spiels: Wayne Rooney | | Wigan Athletic | Aufstellung Manchester United gegen Wigan Athletic |
| 26. Februar 2006 um 16:00 Uhr in Cardiff (Millennium Stadium) | | |                |                                                    |
| Ergebnis: 4:0 (1:0)                                           | | |                |                                                    |
| Zuschauer: 66.866                                             | | |                |                                                    |
| Schiedsrichter: Alan Wiley                                    | | |                |                                                    |